# Heilinger Bastard-Mehlbeere
Die Heilinger Bastard-Mehlbeere (Sorbus heilingensis) ist eine Sippe aus der Gruppe der Bastard-Mehlbeeren.

## Merkmale
Die Heilinger Bastard-Mehlbeere ist ein großer Baum. 
Die Blätter messen 9 bis 11 × 7,5 bis 8 Zentimeter und sind breit-eiförmig oder seltener auch elliptisch geformt. Die Blattunterseite ist rötlichgelb filzig und verkahlt etwas. Sie sind selbst im Herbst ziemlich dünn. Es sind 8 bis 9 Paar Seitennerven vorhanden. Es gibt bis zu 6 Paar Lappen, von denen die untersten 2 bis 3 die am deutlichsten ausgeprägten sind und einen bogenförmig geschwungenen Rand besitzen. Die endständigen Blattzähne sind lediglich etwas größer als die restlichen. An der Basis ist die Spreite abgerundet und selten mehr oder weniger stumpflich. Die Blattstiele sind 20 bis 25 (selten bis 30) Millimeter lang. Der Kelch vertrocknet bis zum Herbst. Die Früchte messen 12 bis 14 × 8 bis 10 Zentimeter und sind orangerot, länglich, unterschiedlich geformt und enthalten an der Basis gehäufte, kleine Lentizellen.

## Vorkommen
Die Heilinger Bastard-Mehlbeere kommt nur in einem kleinen Bereich nordöstlich von Heilingen (Landkreis Rudolstadt, Thüringen) vor. Sie ist hauptsächlich in Kalkbuchenwald (Fagion) zu finden, darüber hinaus aber auch in reinen Buchenwäldern und sogar in Fichtenaufforstungen.

## Systematik
Die Heilinger Bastard-Mehlbeere wurde von O. Schwarz entdeckt und 1961 von Düll erstbeschrieben. Der Baum ist nach dem Dorf Heilingen benannt. Im Rahmen von Ploidieuntersuchungen zeigte sich, dass die Sippe diploid ist und daher keine fixierte, eigenständige Art darstellt. Daher ist die Sippe unter dem unfixierten Bastard Sorbus × decipiens zu fassen.